# Малый Кипчак (озеро)
Ма́лый Кипча́к (укр. Малий Кипчак, крымскотат. Küçük Qıpçaq, Кучюк Къыпчакъ) — пересыхающее солёное озеро в Черноморском районе, расположенное между Караджинской бухтой и озером Большой Кипчак. Площадь — 0,09 км². Тип общей минерализации — солёное. Происхождение — лиманное. Группа гидрологического режима — бессточное.

## География
Длина — 0,4 км. Ширина средняя — 0,2 км. Глубина средняя — 0,2 м, наибольшая — 0,35 м. Входит в Тарханкутскую группу озёр. Используется для рекреации. Ближайший населённый пункт — восточней село Оленевка.
Образовалось в результате затопления морем приустьевых частей балок и отшнуровывания их от моря песчано-ракушечными пересыпями. Пересыпь озера к настоящему времени геологически полностью не сложилась, сохранились понижения, прорываемые во время волнения моря.
Среднегодовое количество осадков — менее 350 мм. Питание: поверхностные и подземные воды Причерноморского артезианского бассейна.